# 2,5-dimetilhexano
El 2,5-dimetilhexano es un alcano de cadena ramificada con fórmula molecular C8H18.